# 샤토 프롱트낙
샤토 프롱트낙(Château Frontenac)는 캐나다 퀘벡주 퀘벡 시의 랜드마크 호텔이다. 1980년대 캐나다 국립 사적지로 지정되었다. 제2차 세계 대전 중에 루스벨트 대통령과 처칠 총리의 회담이 있었다.

## 개요
세인트로렌스강을 따라 위치하고 있으며, 청녹색으로 올라간 구리 지붕과 벽돌로 벽을 처리하고 창문에 흰색 테두리 장식이 특징인 프렌치 로마네스크 풍의 건축물이다. 증축 결과, 고층 빌딩과 그것을 둘러싼 5동의 저층 건물로 구성되어 있으며, 총 600개의 객실을 가지고 있다. 1953년, 알프레드 히치콕이 제작한 영화 《나는 고백한다》(I confess)의 무대가 되기도 했다.
2016년 방영된 tvN 금토드라마 《쓸쓸하고 찬란하神 - 도깨비》에서도 배경과 시설물이 소개되기도 했다.

## 역사
캐나다 태평양 철도(CPR)의 사주였던 윌리엄 고넬리우스 밴 혼(William Cornelius Van Horne)의 제안에 따라 지어진 호텔이다. 철도 회사가 부유층 이용객을 유치하기 위해 호화스러운 여행을 장려한다는 시책의 일환으로 지어진 것이다. 19세기 후반부터 20세기 초에 걸쳐 지어진 샤또(Château) 스타일의 호텔 중 하나로, 앨버타의 ‘밴프 스프링스 호텔’과 함께 사주와 친했던 건축가 브루스 프라이스에 의해 설계되었다. 사적인 퀘벡 시타델에서 가까운 곳에 17세기 후반부터 건설이 시작되어 1893년에 개업했다.
누벨 프랑스의 총독(1672년 - 1682년, 1689년 – 1698년)이었던 프롱트나크 백작 루이 드 부아드(Louis de Buade de Frontenac)의 작위 명을 따서 호텔 이름이 지었다.
1943년 8월, 영국 총리 윈스턴 처칠과 미국 대통령 프랭클린 루즈벨트가 제2차 세계 대전의 전략을 논의했던 퀘벡 회담에서 많은 내빈이 샤토 프롱트나크에 머물렀다. 이때, 당시 캐나다 총리였던 윌리엄 라이언 매켄지 킹도 초대되었다.
호텔은 세인트로렌스강이 내려다 보이는 곶의 고지대에 있어 전망이 매우 좋다. 7년 전쟁 중 북미의 전장이었던 프렌치 인디언 전쟁의 무대가 되기도 했다. 1759년 9월의 아브라함 평원 전투가 근처에서 벌어졌다.
현재는 토론토에 본사를 두고 있는 페어몬트 호텔즈 앤 리조트가 운영하고 있다.

## 같이 보기
- 밴프 스프링스 호텔